# Шатохін Анатолій Васильович
Анатолій Васильович Шатохін (15 липня 1936, село Аврамівка, Васильківський район, Дніпропетровська область — 30 серпня 2009, місто Родинське, Донецька область) — український радянський діяч, машиніст-механік вугільного комбайну шахти «Родинська» комбінату «Красноармійськвугілля» Донецької області. Герой Соціалістичної Праці (29.12.1973). Депутат Верховної Ради СРСР 9-го скликання.

## Біографія
У 1955—1959 роках — служба в Радянській армії.
З 1959 року — слюсар залізничних майстерень.
У 1962 році закінчив професійно-технічне училище.
З 1962 року — машиніст-механік вугільного комбайну шахти «Родинська» комбінату «Красноармійськвугілля» міста Родинське Донецької області.
Потім — на пенсії в місті Родинське Покровської міської ради Донецької області.

## Нагороди
- Герой Соціалістичної Праці (29.12.1973)
- два ордени Леніна (30.03.1971, 29.12.1973)
- медалі
- Почесний шахтар